# Alexander Ammitzbøll
Alexander Ballegaard Ammitzbøll (født 17. februar 1999) er en dansk fodboldspiller, der spiller for norske Aalesunds FK.

## Klubkarriere
Ammitzbøll startede sin karriere som seksårig i Stilling IF. Familien flyttede efterfølgende til Skanderborg, og i den forbindelse skiftede han som U/14-spiller til FC Skanderborg. Fodboldkarrieren blev heraf mere seriøs for Ammitzbølls vedkommende. Han spillede i FC Skanderborg, inden han i sommeren 2016 skiftede til AGF's U/19-hold i U/19 Ligaen. Han havde forinden været til flere prævetræninger i AGF, hvorefter han blev tilbudt en plads i truppen.

### AGF
Efter sit skifte fra FC Skanderborg til AGF i sommeren 2016 blev han en del af U/19-ligaholdet, hvorved han indtrådte i truppen forud for U/19 Ligaen 2016-17. Han scorede sit første mål for AGF's ungomshold den 11. marts 2017 på et saksespark til 1-0 i en 2-2-kamp hjemme mod Lyngby Boldklub. Det blev i alt til fire mål i debutsæsonen, som dog resulterede i en sidsteplads i ligaen for AGF. Til gengæld valgte AGF's fans hans saksesparksmål mod Lyngby som sæsonens bedste AGF-mål i 2016/17 på tværs af alle årgange.
Han fik sin debut i Superligaen den 13. august 2017, da han blev skiftet ind efter 76 minutter i stedet for Jakob Ankersen i en 0-0-kamp hjemme mod Odense Boldklub. Senere samme måned, den 31. august 2017, skrev han under på en toårig forlængelse af sin kontrakt med AGF, således parterne havde papir på hinanden frem til sommeren 2019. Det blev samtidig hans eneste superligaoptræden i sin debutsæson. Han spillede i stedet hovedsageligt for U/19-holdet i 2017-18-sæsonen, hvor han scorede 13 mål i 22 mulige kampe for AGF og blev delt nummer fire på topscorerlisten.
Den 14. marts 2019 blev det offentliggjort, at han skrevet under på en forlængelse af sin kontrakt, således parterne havde papir på hinanden frem til udgangen af 2021. Den 30. april 2021 blev det offentliggjort at AGF forlængede kontrakten yderligere med ham, så kontrakten nu udløber i sommeren 2024.

### Haugesund
I marts 2020 blev Ammitzbøll udlejet til den norske Eliteserie-klub FK Haugesund for resten af kalenderåret 2020. I den periode, der var præget af corona-nedlukning, spillede han 27 kampe og scorede fire mål, inden han ved årsskiftet vendte tilbage til AGF.

### AGF (igen)
Efter lejeopholdet kæmpede Ammitzbøll igen for at få spilletid på AGF's førstehold, og det blev da også til en række optrædener, primært som indskifter i slutningen af kampene. Han scorede et af målene i AGF's 2-0-sejr over Randers FC i mesterskabsspillet i foråret 2021, men det blev ikke til mange minutter i sæsonen 2021-2022.

### Aalesund
I foråret 2022 solgte AGF Alexander Ammitzbøll til den norske klub Aalesunds FK, hvor han fik en kontrakt til udgangen af 2025. I august samme år fik han revet sit korsbånd over i en kamp for sin klub og var derfor ude i flere måneder.

## Landshold
Alexander Ammitzbøll fik sin første landskamp på Danmarks U/20-fodboldlandshold i en kamp mod Island U/20 7. juni 2019, og i sin anden optræden på holdet scorede han sit første landskampsmål i kampen mod Norge U/20 tre dage senere.